# 三木製菓
三木製菓（みきせいか）とは、静岡県熱海市に店舗を構える洋菓子店。

## 概要
熱海の土産菓子として知られる「ネコの舌」を製造販売している。熱海出身の初代が銀座の不二家本店で修行した後に熱海に戻り、1949年（昭和24年）に創業した。
看板商品の「ネコの舌」は創業以来親しまれている柔らかい食感のラング・ド・シャで、形状や舌ざわりが子猫の舌の感触に似ているという理由から、熱海に馴染むようラング・ド・シャを直訳して名付けられた。「ネコの舌」は熱海商工会議所が定める熱海ブランド『A-PLUS』の認定を受けている。